# Miguel González (Fußballspieler)
Miguel González (* im 20. Jahrhundert) ist ein ehemaliger uruguayischer Fußballspieler.

## Karriere
Mittelfeldakteur González gehörte spätestens seit der Zweitligaspielzeit 1987 dem Kader von Liverpool Montevideo an. In jener Saison stieg er unter Trainer Julio César Antúnez aus der Segunda División in die Primera División auf und stand dabei beim entscheidenden 3:1-Sieg über Racing auf dem Platz. Auch in der anschließenden Erstligaspielzeit 1988 war er für die Montevideaner aktiv.